# Sterling (Nebraska)
Sterling és una població dels Estats Units a l'estat de Nebraska. Segons el cens del 2000 tenia 507 habitants.

## Demografia
Segons el cens del 2000, Sterling tenia 507 habitants, 223 habitatges, i 134 famílies. La densitat de població era de 489,4 habitants per km².
Dels 223 habitatges en un 28,3% hi vivien nens de menys de 18 anys, en un 49,3% hi vivien parelles casades, en un 7,2% dones solteres, i en un 39,9% no eren unitats familiars. En el 36,3% dels habitatges hi vivien persones soles el 24,2% de les quals corresponia a persones de 65 anys o més que vivien soles. El nombre mitjà de persones vivint en cada habitatge era de 2,27 i el nombre mitjà de persones que vivien en cada família era de 3,01.
Per edats la població es repartia de la següent manera: un 25,8% tenia menys de 18 anys, un 6,3% entre 18 i 24, un 26% entre 25 i 44, un 21,5% de 45 a 60 i un 20,3% 65 anys o més.
L'edat mediana era de 39 anys. Per cada 100 dones de 18 o més anys hi havia 82,5 homes.
La renda mediana per habitatge era de 30.313 $ i la renda mediana per família de 43.036 $. Els homes tenien una renda mediana de 28.839 $ mentre que les dones 25.000 $. La renda per capita de la població era de 16.302 $. Aproximadament el 4,5% de les famílies i el 6,7% de la població estaven per davall del llindar de pobresa.

## Poblacions més properes
El següent diagrama mostra les poblacions més properes.